# 수서 (역사서)
| 이름          | 저자                 | 권수 |
| ------------- | -------------------- | ---- |
| 사기          | 전한·사마천          | 130  |
| 한서          | 후한·반고·배인       | 100  |
| 후한서        | 유송·범엽·배송지     | 120  |
| 삼국지        | 서진·진수·배잠       | 65   |
| 진서(晉書)    | 당·방현령·배행검 등  | 130  |
| 송서          | 양·심약              | 100  |
| 남제서        | 양·소자현            | 59   |
| 양서          | 당·요사렴            | 56   |
| 진서(陳書)    | 당·요사렴            | 36   |
| 위서          | 북제·위수            | 114  |
| 북제서        | 당·이백약            | 50   |
| 주서          | 당·영호덕분 등       | 50   |
| 수서          | 당·위징 등           | 85   |
| 남사          | 당·이연수            | 80   |
| 북사          | 당·이연수            | 100  |
| 구당서        | 후진·유후 등         | 200  |
| 신당서        | 송·구양수 등         | 225  |
| 구오대사      | 송·설거정 등         | 150  |
| 신오대사      | 송·구양수            | 74   |
| 송사          | 원·토크토 등         | 496  |
| 요사          | 원·토크토 등         | 116  |
| 금사          | 원·토크토 등         | 135  |
| 원사          | 명·송렴 등           | 210  |
| 명사          | 청·장정옥 등         | 332  |
| 신원사*       | 중화민국·커샤오민 등 | 257  |
| 청사고*       | 중화민국·자오얼쑨 등 | 536  |
| v • d • e • h |                      |      |

《수서》(隋書)는 수나라(隋, 581년 ~ 619년)의 역사서로, 당 고조 연간으로부터부터 당 태종·당 고종에 이르기까지 3대에 걸쳐 완성된 총 85권의 수나라 역사 통사(通史)이다.
수서는 사서로 중요한 덕목인 통치자들에 대한 포폄에 충실했다. 이것은 《수서》가 황제든 대신이든 그 과실을 숨기지 않고 포폄한 것에서 두드러진다. 개국 군주 문제에 대해서는 그의 공로와 함께 공신들을 대함에 각박했고, 시서를 좋아하지 않았으며 대도(大道)에 어둡고 여인들의 말을 들었다고 부정적인 면도 함께 기술했다. 양제에 대해서는 자신을 꾸미는 데 능했고 골육을 죽이고 충신들을 제거했다고 평가했다. 또한 당나라의 신하가 된 수나라의 관원들에 대한 포폄도 예외가 아니었다. 수나라의 대신으로 당나라의 신하가 된 우세남(虞世南)은 형 우세기(虞世基)의 실정(失政)을 기록했고, 역시 수나라의 신하로 당나라의 신하가 된 배구(裴矩)와 하조(何稠) 등도 그들이 수나라에서 저지른 착오와 실정들을 기록했다. 이러한 점들은 《수서》의 집필 방향과 사서로서의 특징을 잘 보여 준다.

## 개요
제기(帝紀) 5권, 열전(列傳) 50권, 지(志) 30권으로 총 85권으로 구성되어 있다.
수나라가 멸망하고 621년 이연이 당나라를 건국한 후, 무덕(武德) 4년에 왕소(王劭)가 수서 18권을 완성하였다.
629년 당 태종 정관 3년 당 태종의 명을 받아 방현령(房玄齡)이 수서 감수를 시작하여, 636년 당 태종 10년에 위징(魏徵)과 장손무기(長孫無忌) 등이 감독하고, 실제 집필에는 안사고(顔師古)와 공영달(孔穎達) 등이 참여하여 본기 5권, 열전 50권이 완성되었다.
열전 46권에 동이(東夷)를 다루고 있는데, 고구려, 백제, 신라, 말갈, 유구, 왜국 순으로 다루고 있다. 이 열전이 완성된 지 8년 후 644년 11월 당 태종 이세민이 30만 대군을 이끌고 고구려를 침공하였다.
656년 현경 원년 제 3대 당 고종에 이르러 지(志) 30권이 추가되는데, 우지녕(于志寧) 등이 편찬작업에 참여하였다. 지에는 수나라 뿐만 아니라 남조의 양(梁), 진(陳)과 북조의 북제(北齊), 북주(北周) 등 다섯 개 왕조가 같이 수록되어 있다.

## 특징

### 한국사 측면
636년 당 태종 때 열전이 완성되는데, 열전에는 당나라를 둘러싼 동이, 남만, 서융, 북적 등의 외적들의 기록이 제46권에서 50권까지 다뤄지고 있다. 그중 가장 먼저인 열전 46권에는 동이(東夷)를 다루고 있는데, 고구려(高麗라고 표기), 백제(百濟), 신라(新羅), 말갈(靺鞨), 유구(琉求), 왜국(倭國) 순이다. 동이에서 고구려가 가장 먼저 언급됨으로써 644년 당 태종의 고구려 침공의 중요한 역사적 참고 자료로 삼았음을 잘 알게해 준다.

### 세계사 측면
지(志) 10권에서 13권까지는 율력 편이 나오는데, 이곳에는 송 대의 조충지(429년 ~ 500년)가 원주율을 3.1415927까지 계산한 것을 기록하고 있다. 이것은 남제 서의 본전에도 서술되어 있지 않은 귀중한 기록이다. 유럽에서 이 자리수까지 계산할 수 있던 것은 16 세기에 이르러서였다.

## 구성

### 제기(帝紀)
| ### | ###   | 부제          | 군주       | 시기(음력)                                                    | 비고 |
| --- | ----- | ------------- | ---------- | ------------------------------------------------------------- | ---- |
| 권1 | 제기1 | 고조(高祖) 상 | 문제(文帝) | 580년 2월 ~ 587년 12월 (북주 대상(大象) 2년 ~ 개황(開皇) 7년) |      |
| 권2 | 제기2 | 고조(高祖) 하 | 문제(文帝) | 588년 1월 ~ 604년 7월 (개황(開皇) 8년 ~ 인수(仁壽) 4년)       |      |
| 권3 | 제기3 | 양제(煬帝) 상 | 양제(煬帝) | 604년 7월 ~ 611년 12월 (인수(仁壽) 4년 ~ 대업(大業) 7년)      |      |
| 권4 | 제기4 | 양제(煬帝) 하 | 양제(煬帝) | 612년 1월 ~ 618년 3월 (대업(大業) 8년 ~ 의녕(義寧) 2년)       |      |
| 권5 | 제기5 | 공제(恭帝)    | 공제(恭帝) | 617년 11월 ~ 618년 5월 (의녕(義寧) 원년 ~ 의녕(義寧) 2년)     |      |

### 지(志)
| ###  | ###  | 부제          | 목록 | 비고 |
| ---- | ---- | ------------- | --- | ---- |
| 권6  | 지1  | 예의(禮儀) 1  | |      |
| 권7  | 지2  | 예의(禮儀) 2  | |      |
| 권8  | 지3  | 예의(禮儀) 3  | |      |
| 권9  | 지4  | 예의(禮儀) 4  | |      |
| 권10 | 지5  | 예의(禮儀) 5  | |      |
| 권11 | 지6  | 예의(禮儀) 6  | |      |
| 권12 | 지7  | 예의(禮儀) 7  | |      |
| 권13 | 지8  | 음악(音樂) 상 | |      |
| 권14 | 지9  | 음악(音樂) 중 | |      |
| 권15 | 지10 | 음악(音樂) 하 | |      |
| 권16 | 지11 | 율력(律曆) 상 | 비수(備數), 화성(和聲), 심도(審度), 가량(嘉量), 형권(衡權) |      |
| 권17 | 지12 | 율력(律曆) 중 | 개황력(開皇曆), 대업력(大業曆) 상 |      |
| 권18 | 지13 | 율력(律曆) 하 | 대업력(大業曆) 하 |      |
| 권19 | 지14 | 천문(天文) 상 | 천체(天體), 혼천의(渾天儀), 혼천상(渾天象), 개도(蓋圖), 지중(地中), 귀영(晷影), 누각(漏刻), 경성중궁(經星中宮) |      |
| 권20 | 지15 | 천문(天文) 중 | 28사(二十八舍), 천점(天占), 칠요(七曜), 서성(瑞星), 성잡변(星雜變), 요성(妖星), 잡요(雜妖), 객성(客星), 유성(流星), 서기(瑞氣), 요기(妖氣) |      |
| 권21 | 지16 | 천문(天文) 하 | 10휘(十煇), 잡기(雜氣), 5대 재변응(五代災變應) |      |
| 권22 | 지17 | 오행(五行) 상 | 목(木), 금(金), 화(火), 수(水), 토(土) |      |
| 권22 | 지17 | 오행(五行) 상 | 《목(木)》 모부공(貌不恭), 상우수(常雨水), 대우설(大雨雪), 목빙(木冰), 대우박(大雨雹), 복요(服妖), 계화(雞禍), 구얼(龜孽), 청생청상(青眚青祥), 금려목(金沴木) |      |
| 권22 | 지17 | 오행(五行) 상 | 《금(金)》 언부종(言不從), 한(旱), 시요(詩妖), 모충지얼(毛蟲之孽), 견화(犬禍), 백생백상(白眚白祥), 목려금(木沴金) |      |
| 권23 | 지18 | 오행(五行) 하 | 《화(火)》 상욱(常燠), 초요(草妖), 우충지얼(羽蟲之孽), 양화(羊禍), 적생적상(赤眚赤祥) |      |
| 권23 | 지18 | 오행(五行) 하 | 《수(水)》 한(寒), 고요(鼓妖), 어얼(魚孽), 충요(蟲妖), 체화(彘禍), 흑생흑상(黑眚黑祥), 화려수(火沴水) |      |
| 권23 | 지18 | 오행(五行) 하 | 《토(土)》 상풍(常風), 야요(夜妖), 화얼(華孽), 우화(牛禍), 심복지아(心腹之屙), 황생황상(黃眚黃祥), 나충지얼(裸蟲之孽), 목금수화려토(木金水火沴土), 운음(雲陰), 사요(射妖), 용사지얼(龍蛇之孽), 마화(馬禍) |      |
| 권24 | 지19 | 식화(食貨)    | |      |
| 권25 | 지20 | 형법(刑法)    | |      |
| 권26 | 지21 | 백관(百官) 상 | |      |
| 권27 | 지22 | 백관(百官) 중 | |      |
| 권28 | 지23 | 백관(百官) 하 | |      |
| 권29 | 지24 | 지리(地理) 상 | 《옹주(雍州)》 경조군(京兆郡), 풍익군(馮翊郡), 부풍군(扶風郡), 안정군(安定郡), 북지군(北地郡), 상군(上郡), 조음군(雕陰郡), 연안군(延安郡), 홍화군(弘化郡), 평량군(平涼郡), 삭방군(朔方郡), 염천군(鹽川郡), 영무군(靈武郡), 유림군(榆林郡), 오원군(五原郡), 천수군(天水郡), 농서군(隴西郡), 금성군(金城郡), 포한군(枹罕郡), 요하군(澆河郡), 서평군(西平郡), 무위군(武威郡), 장액군(張掖郡), 돈황군(敦煌郡), 선선군(鄯善郡), 차말군(且末郡), 서해군(西海郡), 하원군(河源郡) |      |
| 권29 | 지24 | 지리(地理) 상 | 《양주(梁州)》 한천군(漢川郡), 서성군(西城郡), 방릉군(房陵郡), 청화군(清化郡), 통천군(通川郡), 탕거군(宕渠郡), 한양군(漢陽郡), 임도군(臨洮郡), 탕창군(宕昌郡), 무도군(武都郡), 동창군(同昌郡), 하지군(河池郡), 순정군(順政郡), 의성군(義城郡), 평무군(平武郡), 문산군(汶山郡), 보안군(普安郡), 금산군(金山郡), 신성군(新城郡), 파서군(巴西郡), 수녕군(遂寧郡), 부릉군(涪陵郡), 파군(巴郡), 파동군(巴東郡), 촉군(蜀郡), 임공군(臨邛郡), 미산군(眉山郡), 융산군(隆山郡), 자양군(資陽郡), 노천군(瀘川郡), 건위군(犍為郡), 월휴군(越巂郡), 장가군(牂柯郡), 검안군(黔安郡) |      |
| 권30 | 지25 | 지리(地理) 중 | 《예주(豫州)》 하남군(河南郡), 형양군(滎陽郡), 양군(梁郡), 초군(譙郡), 제음군(濟陰郡), 양성군(襄城郡), 영천군(潁川郡), 여남군(汝南郡), 회양군(淮陽郡), 여음군(汝陰郡), 상락군(上洛郡), 홍농군(弘農郡), 석양군(淅陽郡), 남양군(南陽郡), 육양군(淯陽郡), 회안군(淮安郡) |      |
| 권30 | 지25 | 지리(地理) 중 | 《연주(兗州)》 동군(東郡), 동평군(東平郡), 제북군(濟北郡), 무양군(武陽郡), 발해군(渤海郡), 평원군(平原郡) |      |
| 권30 | 지25 | 지리(地理) 중 | 《기주(冀州)》 신도군(信都郡), 청하군(清河郡), 위군(魏郡), 급군(汲郡), 하내군(河內郡), 장평군(長平郡), 상당군(上黨郡), 하동군(河東郡), 강군(絳郡), 문성군(文城郡), 임분군(臨汾郡), 용천군(龍泉郡), 서하군(西河郡), 이석군(離石郡), 안문군(雁門郡), 마읍군(馬邑郡), 정양군(定襄郡), 누번군(樓煩郡), 태원군(太原郡), 양국군(襄國郡), 무안군(武安郡), 조군(趙郡), 항산군(恆山郡), 박릉군(博陵郡), 하간군(河間郡), 탁군(涿郡), 상곡군(上谷郡), 어양군(漁陽郡), 북평군(北平郡), 안락군(安樂郡), 요서군(遼西郡) |      |
| 권30 | 지25 | 지리(地理) 중 | 《청주(青州)》 북해군(北海郡), 제군(齊郡), 동래군(東萊郡), 고밀군(高密郡) |      |
| 권31 | 지26 | 지리(地理) 하 | 《서주(徐州)》 팽성군(彭城郡), 노군(魯郡), 낭야군(琅邪郡), 동해군(東海郡), 하비군(下邳郡) |      |
| 권31 | 지26 | 지리(地理) 하 | 《양주(揚州)》 강도군(江都郡), 종리군(鐘離郡), 회남군(淮南郡), 익양군(弋陽郡), 기춘군(蘄春郡), 여강군(廬江郡), 동안군(同安郡), 역양군(曆陽郡), 동양군(彤陽郡), 선성군(宣城郡), 비릉군(毗陵郡), 오군(吳郡), 회계군(會稽郡), 여항군(餘杭郡), 신안군(新安郡), 동양군(東陽郡), 영가군(永嘉郡), 건안군(建安郡), 수안군(遂安郡), 파양군(鄱陽郡), 임천군(臨川郡), 여릉군(廬陵郡), 남강군(南康郡), 의춘군(宜春郡), 예장군(豫章郡), 남해군(南海郡), 용천군(龍川郡), 의안군(義安郡), 고량군(高涼郡), 신안군(信安郡), 영희군(永熙郡), 창오군(蒼梧郡), 시안군(始安郡), 영평군(永平郡), 욱림군(郁林郡), 합포군(合浦郡), 주애군(珠崖郡), 영월군(寧越郡), 교지군(交趾郡), 구진군(九真郡), 일남군(日南郡), 비경군(比景郡), 해음군(海陰郡), 임읍군(林邑郡) |      |
| 권31 | 지26 | 지리(地理) 하 | 《형주(荊州)》 남군(南郡), 이릉군(夷陵郡), 경릉군(竟陵郡), 면양군(沔陽郡), 원릉군(沅陵郡), 무릉군(武陵郡), 청강군(清江郡), 양양군(襄陽郡), 용릉군(舂陵郡), 한동군(漢東郡), 안륙군(安陸郡), 영안군(永安郡), 의양군(義陽郡), 구강군(九江郡), 강하군(江夏郡), 예양군(澧陽郡), 파릉군(巴陵郡), 장사군(長沙郡), 형산군(衡山郡), 계양군(桂陽郡), 영릉군(零陵郡), 희평군(熙平郡) |      |
| 권32 | 지27 | 경적(經籍) 1  | 《경(經)》 역(易), 서(書), 시(詩), 예(禮), 악(樂), 춘추(春秋), 효경(孝經), 논어(論語), 경위(經緯), 소학(小學) |      |
| 권33 | 지28 | 경적(經籍) 2  | 《사(史)》 정사(正史), 고사(古史), 잡사(雜史), 패사(霸史), 기거주(起居注), 구사(舊事), 직관(職官), 의주(儀注), 형법(刑法), 잡전(雜傳), 지리(地理), 보계(譜系), 부록(簿錄) |      |
| 권34 | 지29 | 경적(經籍) 3  | 《자(子)》 유(儒), 도(道), 법(法), 명(名), 묵(墨), 종횡(從橫), 잡(雜), 농(農), 소설(小說), 병(兵), 천문(天文), 역수(暦數), 오행(五行), 의방(醫方) |      |
| 권35 | 지30 | 경적(經籍) 4  | 《집(集)》 초사(楚詞), 별집(別集), 총집(總集) |      |
| 권35 | 지30 | 경적(經籍) 4  | 도경(道經), 불경(佛經) |      |

### 열전(列傳)
| ###  | ###    | 부제                | 목록 | 비고 |
| ---- | ------ | ------------------- | --- | ---- |
| 권36 | 열전1  | 후비 (后妃)         | 문헌독고황후(文獻獨孤皇后), 선화진부인(宣華陳夫人), 용화채부인(容華蔡夫人), 양제소황후(煬帝蕭皇后) |      |
| 권37 | 열전2  |                     | 이목(李穆), 이혼(李渾), 이순(李詢), 이순(李崇), 이민(李敏), 양예(梁睿) |      |
| 권38 | 열전3  |                     | 유방(劉昉), 정역(鄭譯), 류구(柳裘), 황보적(皇甫績), 위굉(韋紘), 노분(盧賁) |      |
| 권39 | 열전4  |                     | 우의(于義), 우선도(于宣道), 선민(宣敏), 음수(陰壽), 음세사(陰世師), 골의(骨儀), 두영정(竇榮定), 원경산(元景山), 원웅(源雄), 두로적(豆盧勣), 두로육(豆盧毓), 두로통(豆盧通), 하약의(賀若誼) |      |
| 권40 | 열전5  |                     | 양사언(梁士彦), 양강(梁剛), 양묵(梁默), 우문흔(宇文忻), 왕의(王誼), 원해(元諧), 왕세적(王世積), 우경칙(虞慶則), 원주(元胄) |      |
| 권41 | 열전6  |                     | 고경(高熲), 소위(蘇威), 소기(蘇夔) |      |
| 권42 | 열전7  |                     | 이덕림(李德林) |      |
| 권43 | 열전8  |                     | 하간왕 홍(河間王 弘), 순국공(郇國公 慶), 의성공공 처강(義城恭公 處綱), 양처악(楊處樂), 양자숭(楊子崇), 관덕왕 웅(觀德王 雄), 양공인(楊恭仁), 양달(楊達) |      |
| 권44 | 열전9  |                     | 등목왕 찬(滕穆王 瓚), 회화현공 륜(懷化縣公 綸), 도도왕 정(道悼王 靜), 위소왕 상(衞昭王 爽), 위왕 집(衛王 集), 채왕 지적(蔡王 智積) |      |
| 권45 | 열전10 | 문제 4자 (文四子)   | 방릉왕 용(房陵王 勇), 진효왕 준(秦孝王 俊), 서인 수(庶人 秀), 서인 량(庶人 諒) |      |
| 권46 | 열전11 |                     | 조경(趙煚), 조분(趙芬), 양상희(楊尙希), 장손평(長孫平), 원휘(元暉), 위사(韋師), 양리(楊異), 소효자(蘇孝慈), 이웅(李雄), 장경(張煚) |      |
| 권47 | 열전12 |                     | 위세강(韋世康), 위광(韋洸), 위예(韋藝), 위충(韋沖), 위수(韋壽), 류기(柳機), 류술(柳述), 류단(柳旦), 류숙(柳肅), 류웅량(柳雄亮), 류건지(柳謇之), 류앙(柳昻), 류조(柳調) |      |
| 권48 | 열전13 |                     | 양소(楊素), 양약(楊約), 양문사(楊文思), 양문기(楊文紀) |      |
| 권49 | 열전14 |                     | 우홍(牛弘) |      |
| 권50 | 열전15 |                     | 우문경(宇文慶), 이예성(李禮成), 원효구(元孝矩), 원포(元褒), 곽영(郭榮), 농황(龎晃), 이안(李安) |      |
| 권51 | 열전16 |                     | 장손람(長孫覽), 장손치(長孫熾), 장손성(長孫晟) |      |
| 권52 | 열전17 |                     | 한금호(韓擒虎), 한승수(韓僧壽), 한홍(韓洪), 하약필(賀若弼) |      |
| 권53 | 열전18 |                     | 달해장유(達奚長儒), 하루자간(賀婁子幹), 사만세(史萬歲), 유방(劉方), 풍욱(馮昱), 왕강(王綱), 이충(李充), 양무통(楊武通), 진영귀(陳永貴), 방조(房兆) |      |
| 권54 | 열전19 |                     | 왕장술(王長述), 이연(李衍), 이누겸(伊婁謙), 전인공(田仁恭), 원형(元亨), 두정(杜整), 이철(李徹), 최팽(崔彭) |      |
| 권55 | 열전20 |                     | 두언(杜彦), 고매(高勱), 이주창(爾朱敞), 주요(周搖), 독고개(獨孤揩), 걸복혜(乞伏慧), 장위(張威), 화홍(和洪), 후막진영(侯莫陳潁) |      |
| 권56 | 열전21 |                     | 노개(盧愷), 영호희(令狐熙), 설주(薛胄), 우문필(宇文弼), 장형(張衡), 양왕(楊汪) |      |
| 권57 | 열전22 |                     | 노사도(盧思道), 노창형(盧昌衡), 이효정(李孝貞), 설도형(薛道衡), 설유(薛孺) |      |
| 권58 | 열전23 |                     | 명극양(明克讓), 위담(魏澹), 육상(陸爽), 후백(侯白), 두대경(杜臺卿), 신덕원(辛德源), 류변(柳䛒), 허선심(許善心), 이문박(李文博) |      |
| 권59 | 열전24 | 양제 3남 (煬帝三男) | 원덕태자 소(元德太子 昭), 제왕 간(齊王 暕), 조왕 고(趙王 杲) |      |
| 권60 | 열전25 |                     | 최중방(崔仲方), 우중문(于仲文), 우의(于顗), 우새(于璽), 단문진(段文振) |      |
| 권61 | 열전26 |                     | 우문술(宇文述), 운정흥(雲定興), 곽연(郭衍) |      |
| 권62 | 열전27 |                     | 왕소(王韶), 원암(元巖), 유행본(劉行本), 양비(梁毗), 류욱(柳彧), 조작(趙綽), 배숙(裴肅) |      |
| 권63 | 열전28 |                     | 번자개(樊子蓋), 사상(史祥), 원수(元壽), 양의신(楊義臣), 위현(衞玄), 유권(劉權) |      |
| 권64 | 열전29 |                     | 이원통(李圓通), 진무(陳茂), 장정화(張定和), 장윤(張奫), 맥철장(麥鐵杖), 심광(沈光), 내호아(來護兒), 어구라(魚俱羅), 진릉(陳稜), 왕변(王辯), 곡사만선(斛斯萬善) |      |
| 권65 | 열전30 |                     | 주라후(周羅睺), 주법상(周法尙), 이경(李景), 모용삼장(慕容三藏), 설세웅(薛世雄), 왕인공(王仁恭), 권무(權武), 토만서(吐萬緖), 동순(董純), 조재(趙才) |      |
| 권66 | 열전31 |                     | 이악(李諤), 포굉(鮑宏), 배정(裴政), 류장(柳莊), 원사(源師), 낭무(郞茂), 고구(高構), 장건위(張虔威), 영비(榮毗), 영건서(榮建緖), 육지명(陸知命), 방언겸(房彦謙) |      |
| 권67 | 열전32 |                     | 우세기(虞世基), 배온(裴蘊), 배구(裴矩) |      |
| 권68 | 열전33 |                     | 우문개(宇文愷), 염비(閻毗), 하조(何稠), 유룡(劉龍), 황긍(黃亘), 황곤(黃衮) |      |
| 권69 | 열전34 |                     | 왕초(王劭), 원충(袁充) |      |
| 권70 | 열전35 |                     | 양현감(楊玄感), 이자웅(李子雄), 조원숙(趙元淑), 곡사정(斛斯政), 유원진(劉元進), 이밀(李密), 배인기(裴仁基), 배행엄(裴行儼) |      |
| 권71 | 열전36 | 성절 (誠節)         | 유홍(劉弘), 황보탄(皇甫誕), 도모(陶模), 경쇠(敬釗), 유원(遊元), 풍자명(馮慈明), 장수타(張須陀), 양선회(楊善會), 독고성(獨孤盛), 원문도(元文都), 노초(盧楚), 유자익(劉子翊), 요군소(堯君素), 진효의(陳孝意), 장계순(張季珣), 송윤(松贇) |      |
| 권72 | 열전37 | 효의 (孝義)         | 육언사(陸彦師), 전덕무(田德懋), 설준(薛濬), 왕반(王頒), 양경(楊慶), 곽준(郭俊), 전익(田翼), 뉴회(紐回), 유사준(劉士俊), 낭방귀(郎方貴), 적보림(翟普林), 이덕요(李德饒), 화추(華秋), 서효숙(徐孝肅) |      |
| 권73 | 열전38 | 순리 (循吏)         | 양언광(梁彦光), 번숙략(樊叔略), 조궤(趙軌), 방공의(房恭懿), 공손경무(公孫景茂), 신공의(辛公義), 류검(柳儉), 곽현(郭絢), 경숙(敬肅), 유광(劉曠), 왕가(王伽), 위덕심(魏德深) |      |
| 권74 | 열전39 | 혹리 (酷吏)         | 사적사문(厙狄士文), 전식(田式), 연영(燕榮), 조중경(趙仲卿), 최홍도(崔弘度), 최홍승(崔弘昇), 원홍사(元弘嗣), 왕문동(王文同) |      |
| 권75 | 열전40 | 유림 (儒林)         | 원선(元善), 신언지(辛彦之), 하타(何妥), 소해(蕭該), 포개(包愷), 방휘원(房暉遠), 마광(馬光), 유작(劉焯), 유현(劉炫), 저휘(褚輝), 고표(顧彪), 노세달(魯世達), 장충(張沖), 왕효적(王孝籍) |      |
| 권76 | 열전41 | 문학 (文學)         | 유진(劉臻), 왕규(王頍), 최표(崔儦), 제갈영(諸葛潁), 손만수(孫萬壽), 왕정(王貞), 우작(虞綽), 신대덕(辛大德), 왕주(王胄), 유자직(庾自直), 반휘(潘徽), 두정현(杜正玄), 두정장(杜正藏), 상득지(常得志), 윤식(尹式), 유선경(劉善經), 조군언(祖君彦), 공덕소(孔德紹), 유빈(劉斌) |      |
| 권77 | 열전42 | 은일 (隱逸)         | 이사겸(李士謙), 최곽(崔廓), 최색(崔賾), 서칙(徐則), 장문후(張文詡) |      |
| 권78 | 열전43 | 예술 (藝術)         | 유계재(庾季才), 유질(庾質), 노태익(盧太翼), 경순(耿詢), 위정(韋鼎), 내화(來和), 소길(蕭吉), 양백추(楊伯醜), 임효공(臨孝恭), 유우(劉祐), 장주현(張胄玄), 허지장(許智藏), 만보상(萬寶常), 왕영언(王令言) |      |
| 권79 | 열전44 | 외척 (外戚)         | 고조외가 여씨(高祖外家 呂氏), 독고라(獨孤羅), 독고타(獨孤陀), 소규(蕭巋), 소종(蕭琮), 소환(蕭瓛) |      |
| 권80 | 열전45 | 열녀 (列女)         | 난릉공주(蘭陵公主), 남양공주(南陽公主), 양성왕각비(襄城王恪妃), 화양왕해비(華陽王楷妃), 초국고부인(譙國高夫人), 정선과 모친 최씨(鄭善果 母 崔氏), 효녀 왕순(孝女 王舜), 한기 처 어씨(韓覬 妻 於氏), 육양 모친 풍씨(陸讓 母 馮氏), 유창 딸 유씨(劉昶 女 劉氏), 종사웅 모친 장씨(鍾士雄 母 蔣氏), 효부 담씨(孝婦 覃氏), 원무광 모친 종씨(元務光 母 鐘氏), 배륜 처 류씨(裴倫 妻 柳氏), 조원해 처 최씨(趙元楷 妻 崔氏) |      |
| 권81 | 열전46 | 동이 (東夷)         | 고려(高麗), 백제(百濟), 신라(新羅), 말갈(靺鞨), 유구(流求), 왜(倭) |      |
| 권82 | 열전47 | 남만 (南蠻)         | 임읍(林邑), 적토(赤土), 진랍(眞臘), 파리(婆利) |      |
| 권83 | 열전48 | 서역 (西域)         | 토욕혼(吐谷渾), 당항(党項), 고창(高昌), 강국(康國), 안국(安國), 석국(石國), 여국(女國), 언기(焉耆), 구자(龜兹), 소륵(䟽勒), 우전(于闐), 발한(鏺汗), 토화라(吐火羅), 읍달(挹怛), 미국(米國), 사국(史國), 조국(曹國), 하국(何國), 오나갈(烏那曷), 목국(穆國), 파사(波斯), 조국(漕國), 부국(附國) |      |
| 권84 | 열전49 | 북적 (北狄)         | 돌궐(突厥), 서돌궐(西突厥), 철륵(鐡勒), 해(奚), 거란(契丹), 실위(室韋) |      |
| 권85 | 열전50 |                     | 우문화급(宇文化及), 우문지급(宇文智及), 사마덕감(司馬德戡), 배건통(裴虔通), 왕충(王充), 단달(段達) |      |

- 열전은 수서에서 가장 핵심적인 부분이자, 수서 전체 85권 중에서 권36에서 권85까지, 총 50권으로 가장 많은 분량을 차지한다. 열전은 구성상 네 부분으로 나눌 수 있다.

- 첫째 부분은 문제(文帝)와 양제(煬帝)의 후비(后妃)·형제·아들에 관한 것으로, 황제의 일가친척 열전이라고 할 수 있다. 권36, 권43, 권44, 권59가 여기에 해당한다. 둘째 부분은 신하들 관련 기록이다. 권37에서 권42, 권46에서 권58, 권60에서 권70 및 권85가 여기에 해당한다. 셋째 부분은 인물의 행적과 성취 등에 근거해 열 부분으로 나누어 기록한 것으로, 권71에서 권80까지가 여기에 해당한다. 마지막 넷째 부분은 수나라 주변의 이민족들을 동이(東夷)·남만(南蠻)·서역(西域)·북적(北狄) 네 부분으로 나눠 기록한 것으로, 권81에서 권84까지가 여기에 해당한다. 이 중 ＜동이＞에는 고구려(고려)·백제·신라·말갈이, ＜북적＞에는 고구려와 큰 영향을 주고받았던 돌궐과 거란 등이 수록되어 있다. 특히 ＜고려전＞은 당시 수나라 조정의 고구려에 대한 입장과 인식, 고구려와 수나라의 관계, 고구려·수 전쟁의 전개 양상, 당시 시대 상황을 엿볼 수 있는 귀중한 자료들이 수록되어 있다.

- 또한 고구려사와 관련된 자료는 ＜열전＞ 전체에 걸쳐 풍부하게 접할 수 있다. 우중문(于仲文)과 우문술(宇文述) 등 고구려 원정에 앞장섰던 인물들의 열전도 있고, ＜내호아전(來護兒傳)＞에서는 612년 제2차 전쟁 때 대동강까지 진격해 평양성을 공격했다가 패퇴하는 과정과 614년 제4차 전쟁 때 비사성을 함락하고 평양성으로 진격하려다 철군하는 과정이 나와 있기도 하다. ＜고려전＞에서는 고구려의 형성과 관직 및 고구려인들의 풍속, 또 수 문제가 평원왕에게 서신을 주며 입조할 것을 요구하는 과정과 고구려·말갈 연합군의 수나라 공격 과정 및 양제 때의 3차에 걸친 고구려 침공이 잘 기록되어 있다. 우리나라에서 고구려사 관련 자료는 ≪삼국사기≫ 외에 이렇다 할 사료가 없는 점을 고려할 때, ≪수서≫ ＜열전＞에 실린 고구려사 관련 기록들은 고구려사 연구에 중요한 참고 자료가 될 수 있다.[1]

### 부록(附錄)
- 수서간본원발(隋書刊本原跋)

## 한국어 번역
- 권용호 교수가 우리말로 옮겼으며, 지식을만드는지식에서 모두 간행했다.

| 제목               | 권차    | 발행일자         |
| ------------------ | ------- | ---------------- |
| 수서 열전1         | 권36~55 | 2020년 4월 28일  |
| 수서 열전2         | 권56~70 | 2020년 4월 28일  |
| 수서 열전3         | 권71~85 | 2020년 4월 28일  |
| 수서 경적지        | 권32~35 | 2020년 8월 28일  |
| 수서 지리지        | 권29~31 | 2020년 8월 28일  |
| 수서 제기          | 권1~5   | 2021년 2월 28일  |
| 수서 백관지        | 권26~28 | 2021년 6월 28일  |
| 수서 식화지·형법지 | 권24~25 | 2021년 7월 28일  |
| 수서 오행지        | 권22~23 | 2021년 9월 28일  |
| 수서 예의지        | 권6~12  | 2021년 12월 28일 |
| 수서 음악지        | 권13~15 | 2022년 6월 28일  |
| 수서 천문지        | 권19~21 | 2022년 12월 5일  |
| 수서 율력지        | 권16~18 | 2023년 7월 25일  |